# The One That Got Away
"The One That Got Away" é uma canção da cantora e compositora estadunidense Katy Perry, para o seu segundo álbum de estúdio de música pop, intitulado Teenage Dream. A música foi escrita por Perry, Lukasz Gottwald e Max Martin, tendo sido produzida pelos dois últimos. Foi lançada pela gravadora Capitol como o sexto single oficial do disco em 30 de setembro de 2011 e recebeu opiniões mistas da crítica. Trata-se de uma faixa de andamento mediano dos gêneros pop, dance-pop e teen pop e sua letra fala sobre um amor adolescente perdido.
Segundo a revista norte-americana Entertainment Weekly, trata-se da segunda grande balada lançada até então por Perry para as rádios, atrás somente de "Thinking of You", terceiro single do trabalho anterior da cantora. Katy Perry apresentou a faixa ao vivo pela primeira vez em outubro, no programa britânico The X Factor. O videoclipe oficial da canção, dirigido por Floria Sigismondi, foi divulgado em 11 de novembro no programa The Ellen DeGeneres Show, e foi bem-recebido por críticos, que destacaram seu tom maduro, simples e mais introspectivo do que os trabalhos anteriores da cantora. A música também foi usada como material promocional do filme My Week with Marilyn, em um trailer que combinou cenas inéditas deste longa-metragem com uma versão alternativa da faixa, feita por Mike Relm.
A versão remix oficial de "The One That Got Away", com participação do rapper B.o.B, vazou on-line em 18 de dezembro de 2011 e foi liberada para download digital dois dias depois. Em fevereiro de 2012, "The One That Got Away" atingiu a marca de dois milhões de cópias comercializadas nos Estados Unidos.

## Antecedentes e capa
Em agosto de 2011, o single "Last Friday Night (T.G.I.F.)" alcançou o topo da parada musical norte-americana Billboard Hot 100, tornando Teenage Dream o segundo disco da História a colocar cinco músicas no primeiro lugar desta parada e Perry a primeira mulher a conseguir esse feito — sendo a segunda artista, atrás somente de Michael Jackson com seu álbum Bad, de 1987. À época, não foi divulgado se havia planos para o lançamento de outra canção de trabalho; Greg Thompson, um dos diretores de marketing da gravadora da cantora, disse apenas: "Nós queremos saborear o número cinco no momento, mas no mundo de Katy Perry nunca se sabe". Críticos de música tinham opiniões divididas sobre se a cantora deveria lançar um sexto single, de forma a ultrapassar o recorde de Jackson; Ian Drew, editor sênior de música da revista US Weekly, disse: "Katy é como esta tempestade quieta que não vai embora. Você acha que ela é uma maravilha de um único sucesso, e então há hit após hit após hit. O sexto é possível". Inicialmente, as duas canções mais cogitadas por parte da mídia especializada para serem extraídas do álbum como a nova faixa de trabalho foram "Hummingbird Heartbeat" e "Peacock". A última já havia entrado para paradas de diversos países e alcançara o topo da tabela Billboard Hot Dance Club Songs, porém sua letra ousada poderia sofrer censura em certas localidades.
A confirmação da escolha de "The One That Got Away" foi dada por Greg Thompson à revista de música Billboard em 14 de setembro de 2011. Ele disse esperar que a faixa fizesse sucesso nos Estados Unidos e tornasse a cantora a primeira da História a ter um sexto single de um mesmo álbum no primeiro lugar da Billboard Hot 100. A gravadora Capitol Records enfatizou que esta era uma das músicas prediletas de Perry no álbum e serviria para mantê-la presente nas rádios durante o último trimestre do ano, com possibilidade de assim aumentar as vendas do disco Teenage Dream durante o natal. A própria cantora se mostrou contente por selecionar "The One That Got Away" como sua sexta canção de trabalho, dizendo que com ela poderia revelar um lado seu muito diferente do mostrado com os outros singles do CD. A faixa foi enviada oficialmente para as estações de rádio mainstream em 28 de setembro de 2011. Amy Sciarretto, do site PopCrush, afirmou que a gravadora possivelmente levou em consideração a escolha da data em função do período de volta às aulas nas escolas norte-americanas, uma vez que o tema da música teria certo apelo para alunos do ensino secundário e calouros de faculdade que estivessem experimentando as coisas que Perry está cantando. Paul Grein, crítico do site Yahoo! Music, notou que, à época do lançamento, outras duas cantoras pop de sucesso divulgavam seus respectivos novos singles — Beyoncé com a canção "Countdown" e Britney Spears com "Criminal" —, e que as três canções entrariam juntas na disputa das paradas musicais.
Em 29 de setembro de 2011, Katy Perry divulgou a capa do single via TwitPic, um website hospedeiro de imagens on-line, dizendo: "The One That Got Away... está acontecendo!!!". Ela faz parte de um ensaio que a cantora fez para a revista InStyle alguns dias antes, pelos fotógrafos Jenny Gage e Tom Betterton. A imagem, com características vintage, traz Perry de cabelos num tom forte de rosa, fitando algo ao longe com maquiagem suave, vestido preto e chapéu.

## Composição
"The One That Got Away" é uma canção com andamento mediano dos gêneros pop, dance-pop e teen pop. De acordo com a partitura publicada no Musicnotes.com pela Alfred Publishing, a música possui um ritmo de 138 batimentos por minuto, e está posicionada na peça de Mi maior. O alcance vocal de Perry vai desde a nota B3 a E5. A faixa segue a progressão harmônica de E–G♯m–C♯m–A. Foi escrita por Katy Perry, Lukasz Gottwald e Max Martin, tendo sua produção musical ficado a cargo dos dois últimos.
Construída em torno de um ritmo criado por uma bateria, uma melodia de caixa de música e a voz da cantora, seu tema é um amor da adolescência que se perdeu. A letra faz uma referência à banda de rock Radiohead e aborda a relação dos cantores Johnny Cash e June Carter para expressar a força do relacionamento descrito. Sobre a faixa, Perry disse: "Acho que todos podem se relacionar com esta música. Eu escrevi esta canção sobre quando você promete a alguém para sempre, mas você acaba não sendo capaz de seguir adiante. É uma canção agridoce. Espero que os ouvintes aprendam com ela e nunca precisem dizer que 'a pessoa' foi embora".

## Recepção crítica
| Críticas profissionais | Críticas profissionais |
| Avaliações da crítica  | Avaliações da crítica  |
| Fonte                  | Avaliação              |
| ---------------------- | ---------------------- |
| About.com              | negativa               |
| Billboard              | positiva               |
| Rolling Stone          | positiva               |
| Yahoo! Music           | positiva               |
| The Guardian           | positiva               |
| The Independent        | negativa               |
| Entertainment Weekly   | negativa               |
| Chicago Tribune        | mista                  |
| Spin                   | positiva               |
| Diário do Grande ABC   | negativa               |

A canção recebeu opiniões mistas da crítica. Ben Norman, do site About.com, disse que "'The One That Got Away' realmente soa como uma versão mais chata de Teenage Dream. A produção é um pouco mais tediosa, as letras são um pouco mais esquecíveis". Kerri Mason, da revista Billboard, elogiou a música, falando: "Faixas como as deliciosas '[California] Gurls', 'The One That Got Away' e 'Teenage Dream' têm mais textura do que qualquer coisa do 'One of the Boys', evocando o conto de fadas escolar prometido pelo título do álbum. Rob Sheffield, da revista Rolling Stone, disse que a faixa é uma das melhores para resumir a mensagem do disco, dizendo que com esta música Perry "está em casa".
Joanna Holcombe, do site Yahoo! Music, classificou-a como uma canção com que a maioria dos adolescentes podem relacionar-se, por tratar de um tema universal: o primeiro amor. Kitty Empire, do jornal britânico The Guardian, elogiou a faixa, falando: "Perry e Dr. Luke estão no seu mais atraente em The One That Got Away, uma balada de sortes. Há uma melancolia tão duramente conquistada no vocal de Perry que melodias de caixa de música com algumas referências inesperadas — de June e de Johnny Cash para 'nos beijamos no seu Mustang ouvindo Radiohead' —, com certeza são coisas que só acontecem na Califórnia". Por outro lado, Simon Price, resenhista do jornal The Independent, ironizou o mesmo verso sobre o carro e o Radiohead, afirmando que a música é "o menos sexy possível". Thiago Mariano, do jornal regional Diário do Grande ABC, não deu valor à música, classificando-a dentro disco num grupo secundário em importância, dizendo: "As seis composições restantes, em letra, terminam por revelar os sonhos da garota do interior. Mas as melodias não são capazes de revelar o que de melhor a californiana tem".
Leah Greenblatt, da revista Entertainment Weekly, não estava satisfeita com a canção ser escolhida como o sexto single, observando que há músicas melhores no álbum que poderiam ter sido escolhidas ao invés dela. Jill Slattery, da revista on-line Zimbio, afirmou que a música não era uma má escolha, mas que ela também não parecia ter tudo para chegar ao primeiro lugar das paradas de sucesso. Greg Kot, do jornal norte-americano Chicago Tribune, colocou a faixa na "parte séria" do disco, citando-a ao lado de "Firework" e "Circle the Drain", dizendo que era como se Perry estivesse, ao investir nestas três canções, "determinada a equilibrar as ideias banais do verão com algumas doses de seriedade 'adulta'". Mikael Wood, da revista norte-americana Spin, disse que "Perry realmente parece mais empenhada em 'Not Like the Movies' e 'The One That Got Away' — silenciosas incisões que lembram dias da cantora e compositora no [local de música ao vivo] Hotel Café de Los Angeles". Falando sobre o álbum, Sam Lansky, do site Buzzworthy MTV, afirmou que todos os singles lidam com muitas informações e fatos sobre a adolescência, descrevendo "The One That Got Away" como a personificação da "nostalgia do coração partido". Em uma crítica publicada na revista Rolling Stone Brasil, José Julio do Espírito Santo destacou a diferença de temas entre as faixas do disco, dizendo: "A contradição segue em 'Circle the Dream' e 'The One That Got Away', baladas com o visgo do pop rock dos anos '80 em que Katy Perry fica séria e solta uma voz original para um público desconhecedor de Kim Carnes e Bonnie Tyler".

## Videoclipe

### Antecedentes
Em 28 de setembro de 2011, a gravadora Capitol Records disse à revista Billboard que o vídeoclipe de "The One That Got Away" seria filmado "nos próximos dias". As gravações do vídeo começaram a partir de 30 de setembro de 2011 — uma sexta-feira — e continuaram ao longo do fim de semana. As filmagens aconteceram em Los Angeles, Nova York, São Francisco, Chicago e Miami, nos Estados Unidos, e Vancouver, Toronto e Montreal, no Canadá. O clipe foi dirigido por Floria Sigismondi, que já trabalhara com a cantora em outro single do disco, a canção "E.T.". O ator mexicano Diego Luna retrata o interesse romântico de Katy Perry.

"A data 11.11.11 é muito especial para mim. Já tive cinco músicas desse álbum no primeiro lugar das paradas de sucesso e espero que essa seja a sexta. É o número 1 que está faltando para completar a data."

Katy Perry, sobre a escolha da data de lançamento do clipe de "The One That Got Away"
Em 3 de outubro, imagens de uma das locações vazaram on-line, mostrando Perry caracterizada como uma mulher idosa num ambiente rural. No dia 21 do mesmo mês, um membro da Capitol Records declarou, através da rede social Twitter, que havia duas versões para o clipe, e que ambas eram "épicas" a ponto de fazer os "fãs chorarem de emoção". Em 3 de novembro, Katy Perry liberou, via Facebook, duas imagens promocionais do vídeo - na primeira, aparecem dois desenhos em folhas de papel; na segunda, a mão masculina de um jovem sobre a mão de uma mulher idosa. No dia seguinte, um teaser trailer do vídeo oficial, com 36 segundos de duração, foi liberado no canal da cantora no YouTube. Ele mostra poucas e rápidas cenas; uma narração, feita pela cantora Stevie Nicks, acompanha as imagens, como se uma mulher falasse olhando seu passado. A prévia recebeu comparações com os clipes de "Just In Love" de Joe Jonas e "We Found Love" de Rihanna, tendo mais de cinco milhões de visualizações em menos de uma semana. Em 8 de novembro, a cantora tornou a usar uma rede social — o Twitter — para divulgar duas novas imagens do clipe. O videoclipe oficial da música foi liberado em 11 de novembro de 2011.

### Sinopse

Silhueta de Perry idosa e do espírito de seu falecido par romântico (Diego Luna), no local do acidente do último. Nesta cena é tocada a música "You are My Sunshine", de Johnny Cash, artista citado na canção.

O vídeo começa com Katy Perry interpretando uma idosa em uma casa moderna com alguém que é, presumivelmente, seu marido. É sugerido que os dois estão em um casamento sem amor, e ela então sobe as escadas, guarda um par de sapatos e vai tomar café. Enquanto ela mistura a bebida, pensativa, imagens são cortadas para o passado, com uma Perry jovem e seu namorado, um artista. No flashback, ela e seu companheiro são vistos se divertindo juntos, indo a uma festa e fazendo uma tatuagem no braço da moça. Estas cenas são intercaladas com imagens da Perry mais velha olhando tristemente o vazio da sua vida, sentada em sua cama. Posteriomente é mostrado uma briga entre eles, culminando em uma tinta vermelha espirrando em uma das telas do rapaz. Ele, com raiva, a deixa sozinha no estúdio. A Perry nova aparece à Perry idosa em seu quarto e ambas começam a cantar. O pintor é visto dirigindo e, ao tentar evitar bater em grandes rochas na estrada, cai de um penhasco. A Katy Perry velha é vista de pé na beira do precipício onde o carro caiu. O fantasma do pintor aparece e dá a mão a ela, revelando uma tatuagem idêntica à de Perry. No entanto, na próxima cena, o espírito desaparece, e ela lentamente se afasta da beira do penhasco. A música "You are My Sunshine", de Johnny Cash, encerra o vídeo musical.

### Recepção
O videoclipe recebeu opiniões positivas da crítica musical. Jillian Mapes, da revista Billboard, comentou que o vídeo foi "filmado lindamente" e elogiou o enredo interessante. Laura Schreffler, do jornal britânico Daily Mail, observou que "Katy Perry está mostrando um lado de si mesma que ela não demonstrou antes", destacando a vulnerabilidade e a reviravolta chocantes da história. Chris Coplan, do site Consequence of Sound, chamou o vídeo de "um pouco mais sombrio" do que aqueles feitos pela cantora para "E.T." e "Last Friday Night (T.G.I.F.)", com momentos românticos que evocam imagens de clipes anteriores, nomeadamente de "Teenage Dream". Jocelyn Vena, da MTV News, afirmou que Perry fez um clipe contemplativo para "The One That Got Away"; ele disse que o vídeo "sintetiza perfeitamente a alegria de se apaixonar e a mágoa de deixar ir. Ele viaja através do tempo e do espaço e recorda a história de Perry sobre aquele que foi embora".
Erin Strecker, da revista norte-americana Entertainment Weekly, fez uma revisão mista, descrevendo o clipe como "mais trágico do que o esperado", notando que "a letra na melodia não lhe dá qualquer dica de que 'aquele que fugiu' não o fez por [livre] escolha". Daniel Kreps, do website Yahoo! Music, salientou que a maquiagem da cantora era como uma "versão hardcore de Benjamin Button", fazendo referência ao personagem de Brad Pitt em um filme de 2008, falando também que "o vídeo é como a cena de abertura ultra-triste de Up combinado com a ultra-confusa cena final de 2001: Uma Odisséia no Espaço". Jessica Misener, do jornal The Huffington Post, fez uma revisão positiva, notando o estilo das roupas usadas por Perry no vídeo. Amanda Dobbins, da revista New York Magazine, disse que apesar das cenas com Diego Luna, o foco do clipe é a versão idosa de Perry. Críticos da revista de música Rolling Stone disseram que este é "um clipe bonito para uma canção doce" e também destacaram a prótese usada pela cantora para representar sua fase velha, comparando-a à maquiagem usada pelo ator Leonardo DiCaprio no filme J. Edgar.
Natalie Kuchik, do site de notícias Examiner.com, declarou: "Katy Perry faz vídeos de música geralmente repletos de diversão com cores brilhantes, roupas loucas e riso. Ela decidiu tomar uma abordagem diferente com o vídeo da música 'The One That Got Away', e provavelmente terminou com o seu melhor vídeo até à data". Jenna Hally Rubenstein, do site Buzzworthy MTV, considerou o vídeo envolvente porém triste, dizendo que estava se sentindo "emocionalmente exausta depois de assistir e muito cansada para rever". Cinco dias após seu lançamento, o videoclipe tinha cerca de 14 milhões de visualizações no YouTube. Em dezembro de 2011, Perry divulgou na internet o making of completo de "The One That Got Away", com cerca de vinte minutos de duração.

### Versão estendida
Uma versão com 7 minutos de duração foi exibida antes do filme My Week with Marilyn em 23 de novembro de 2011, data de lançamento deste longa-metragem nos Estados Unidos. Em 18 de outubro, o estúdio cinematográfico independente The Weinstein Company lançou um trailer promocional que combina cenas inéditas de seu filme com um remix de "The One That Got Away" feito por Mike Relm. A própria Perry publicou esse trailer em seu Twitter e Facebook oficiais; cerca de uma hora depois, 250 mil pessoas já o tinham visto. Em um comunicado, Stephen Bruno, representante do estúdio, declarou: "Ficamos felizes em saber que Katy era uma fã do filme, e eu não podia estar mais satisfeito com a parceria com ela em uma maneira que seja relevante e excitante para ambos — os seus fãs e os fãs de Marilyn Monroe".

## Promoção

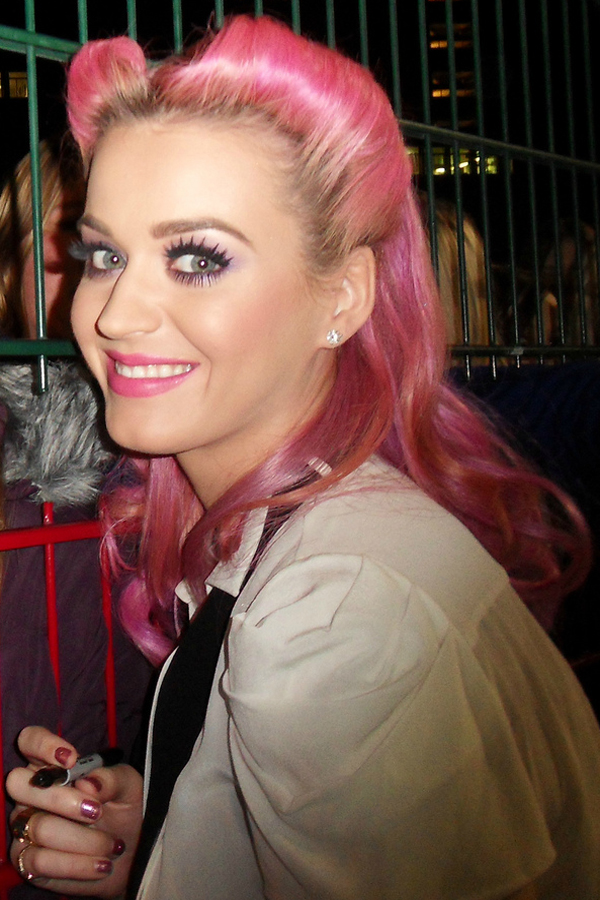
Perry dando autógrafos após a apresentação no programa The X Factor.

Perry apresentou "The One That Got Away" em sua turnê mundial The California Dreams Tour, que teve início em fevereiro de 2011 e foi encerrada em novembro do mesmo ano. Em 14 de outubro, durante uma performance na Motorpoint Arena Sheffield, em Sheffield, no Reino Unido, ela apresentou o single e, na metade da música, fez um cover de "Someone Like You", da compositora inglesa Adele, causando comoção no público presente. Perry apresentou a canção ao vivo pela primeira vez em 16 de outubro de 2011, no reality show britânico The X Factor. A apresentação acústica surpreendeu parte da crítica pela simplicidade da cantora: ao invés dos trajes coloridos e cenários extravagantes, Perry trazia apenas os cabelos no tom rosa da capa do single, enquanto tocava violão ao lado de uma banda. A aparição da cantora na atração fez com que as vendas do disco Teenage Dream mais que duplicassem naquele país; como resultado, o álbum, que estava na 27ª posição da parada de vendas dias antes, posteriormente subiu para o sexto lugar.
O clipe oficial da música foi divulgado por Perry em 11 de novembro no talk show norte-americano The Ellen DeGeneres Show, onde a cantora deu uma entrevista exclusiva. Em 20 de novembro, Perry esteve na premiação do American Music Awards 2011 e cantou a faixa. A apresentação foi semelhante à performance no The X Factor inglês e a cantora foi aplaudida de pé por seu desempenho; além disso, apesar de não ter vencido nenhuma das três categoria a que concorria, Perry foi agraciada com um prêmio especial por ser a primeira mulher com cinco singles no topo da principal parada norte-americana de músicas. "The One That Got Away" também foi utilizada pela cantora como material de divulgação do jogo de simulação The Sims, em um clipe que comemorava a parceria firmada por ela com a desenvolvedora do produto, a Electronic Arts.

### Outras versões
"The One That Got Away" vem sendo utilizada por outras artistas em suas performances. Em novembro de 2011, a finalista do reality show norte-americano The Voice, Dia Frampton, divulgou em seu canal no YouTube um cover da música, onde a jovem aparece tocando piano e acompanhada por sua irmã com um violão. Em dezembro do mesmo ano, a cantora norte-americana Selena Gomez, durante um evento de rádio intitulado Jingle Ball 2011, fez uma apresentação acústica da faixa. Em janeiro de 2012, o cantor canadense Richard Marx divulgou na internet uma nova versão do single, feita por ele em estúdio. No mês seguinte, Marx apresentou sua versão ao vivo no programa Big Morning Buzz Live do canal VH1.

## Faixas e formatos
"The One That Got Away" foi lançada para diversos formatos, como CD single, acústico e instrumental. Além da versão padrão comercializada em lojas virtuais, a canção teve remixes de diversos produtores — entre eles um com participação do rapper B.o.B que foi enviada para as rádios norte-americanas em dezembro de 2011.
| CD single |                         |                                          |                              |         |  |
| N.º       | Título                  | Compositor(es)                           | Produtor(es)                 | Duração |  |
| 1.        | "The One That Got Away" | Katy Perry, Lukasz Gottwald e Max Martin | Lukasz Gottwald e Max Martin | 3:39    |  |

| Instrumental |                         |                                          |                              |         |  |
| N.º          | Título                  | Compositor(es)                           | Produtor(es)                 | Duração |  |
| 1.           | "The One That Got Away" | Katy Perry, Lukasz Gottwald e Max Martin | Lukasz Gottwald e Max Martin | 3:39    |  |

| Remix (com participação de B.o.B.) |                         |                                          |                              |         |  |
| N.º                                | Título                  | Compositor(es)                           | Produtor(es)                 | Duração |  |
| 1.                                 | "The One That Got Away" | Katy Perry, Lukasz Gottwald e Max Martin | Lukasz Gottwald e Max Martin | 4:22    |  |

| Acústico |                         |                                          |                              |         |  |
| N.º      | Título                  | Compositor(es)                           | Produtor(es)                 | Duração |  |
| 1.       | "The One That Got Away" | Katy Perry, Lukasz Gottwald e Max Martin | Lukasz Gottwald e Max Martin | 4:18    |  |

| R3hab Remix |                                       |                                          |              |         |  |
| N.º         | Título                                | Compositor(es)                           | Produtor(es) | Duração |  |
| 1.          | "The One That Got Away" (R3hab Remix) | Katy Perry, Lukasz Gottwald e Max Martin | R3hab        | 4:36    |  |

| Remixes |                                                                       |                                          |                          |         |  |
| N.º     | Título                                                                | Compositor(es)                           | Produtor(es)             | Duração |  |
| 1.      | "The One That Got Away" (7th Heaven Club Mix)                         | Katy Perry, Lukasz Gottwald e Max Martin | 7th Heaven               | 8:03    |  |
| 2.      | "The One That Got Away" (7th Heaven Dub Mix)                          | Perry, Lukasz Gottwald e Max Martin      | 7th Heaven               | 6:04    |  |
| 3.      | "The One That Got Away" (7th Heaven Mixshow Edit)                     | Perry, Lukasz Gottwald e Max Martin      | 7th Heaven               | 5:51    |  |
| 4.      | "The One That Got Away" (7th Heaven Radio Mix)                        | Perry, Lukasz Gottwald e Max Martin      | 7th Heaven               | 4:27    |  |
| 5.      | "The One That Got Away" (JRMX Club Mix)                               | Perry, Lukasz Gottwald e Max Martin      | JRMX                     | 8:12    |  |
| 6.      | "The One That Got Away" (JRMX Mixshow Edit)                           | Perry, Lukasz Gottwald e Max Martin      | JRMX                     | 6:31    |  |
| 7.      | "The One That Got Away" (Mixin Marc & Tony Svejda Peak Hour Club Mix) | Perry, Lukasz Gottwald e Max Martin      | Mixin Marc & Tony Svejda | 5:44    |  |
| 8.      | "The One That Got Away" (Mixin Marc & Tony Svejda Mixshow Edit)       | Perry, Lukasz Gottwald e Max Martin      | Mixin Marc & Tony Svejda | 4:43    |  |
| 9.      | "The One That Got Away" (Mixin Marc & Tony Svejda Radio Edit)         | Perry, Lukasz Gottwald e Max Martin      | Mixin Marc & Tony Svejda | 3:53    |  |

| Remix Bundle |                                                                       |                                          |                               |         |  |
| N.º          | Título                                                                | Compositor(es)                           | Produtor(es)                  | Duração |  |
| 1.           | "The One That Got Away" (7th Heaven Club Mix)                         | Katy Perry, Lukasz Gottwald e Max Martin | 7th Heaven                    | 8:03    |  |
| 2.           | "The One That Got Away" (Mixin Marc & Tony Svejda Peak Hour Club Mix) | Perry, Lukasz Gottwald e Max Martin      | Mixin Marc & Tony Svejda      | 5:44    |  |
| 3.           | "The One That Got Away" (R3hab Remix)                                 | Perry, Lukasz Gottwald e Max Martin      | R3hab                         | 5:49    |  |
| 4.           | "The One That Got Away" (Plastic Plates Club Mix)                     | Perry, Lukasz Gottwald e Max Martin      | Plastic Plates                | 6:05    |  |
| 5.           | "The One That Got Away" (Tommie Sunshine & Disco Fries Club Mix)      | Perry, Lukasz Gottwald e Max Martin      | Tommie Sunshine & Disco Fries | 6:22    |  |

## Desempenho nas tabelas musicais
"The One That Got Away" teve impacto mediano nas rádios do mundo todo. Ela estreou na 87ª posição na Austrália e na 40ª na Nova Zelândia. A faixa esteve entre as 40 melhores posições nas tabelas musicais na Austrália, na Áustria, na Eslováquia, nos Países Baixos, na Irlanda, na Escócia, na Nova Zelândia, na Suíça e na Grã-Bretanha. A canção também obteve melhores posições em outros países, entrando para as dez mais ouvidas no Canadá, no Japão e na Bélgica. Nos Estados Unidos, a canção debutou no 31º lugar da parada musical Pop Songs, também no 31º da Hot Dance Club Songs, e na 94ª da Billboard Hot 100. Em sua quarta semana na Hot 100, a música já alcançara a 18ª posição da tabela. Críticos da Rolling Stone observaram que a canção teve boa recepção nas rádios estadunidenses e que, mesmo sem o videoclipe oficial ter sido lançado, ela já havia ganho boas posições. Em sua quinta semana — subsequente ao lançamento do clipe — a faixa estava na 15ª posição, saltando para a 9ª nas semanas seguintes.
Visando quebrar o recorde estabelecido por Michael Jackson e que fora igualado por Perry meses antes — ter cinco canções de um mesmo álbum no primeiro lugar da parada musical Billboard Hot 100 —, a gravadora Universal Music, a partir do início de dezembro de 2011, passou a vender a faixa a US$0,69 na loja virtual iTunes Store, de forma semelhante à feita anteriormente com o single "Last Friday Night (T.G.I.F.)". Desta forma, a música teria um aumento em suas vendas digitais, que são contadas pela Billboard para a criação de suas tabelas musicais. A atitude foi alvo de controvérsia, uma vez que a maioria das músicas da parada Billboard Hot 100 são compradas na iTunes Store pelo preço padrão de US$1,29. O site PopLine, da MTV, chamou a estratégia de "desesperada", enquanto Paul Grein, crítico do website Yahoo!, disse "não ter nenhum problema com Perry potencialmente quebrar o recorde", porém salientou que "se ela bater o recorde de Michael Jackson, deve ser porque os fãs gostam dela e querem comprar suas canções, não porque sua gravadora reduziu o preço a vendas de suco". De acordo com a Nielsen SoundScan — uma empresa que faz levantamentos de vendas de música e vídeo em toda a América do Norte —, antes de ser divulgada oficialmente como single, a faixa havia comercializado cerca de 77 mil downloads. A estratégia da gravadora de Perry obteve o efeito esperado: em sua nona semana na Billboard Hot 100, a canção estava no quarto lugar, com um aumento em suas vendas digitais estimados em 24%; entretanto, na semana seguinte a faixa estava na quinta posição.
Em 15 de dezembro, a revista Billboard revelou que "The One That Got Away" teria uma versão remix com participação do rapper B.o.B. A Billboard destacou que a atitude faz parte de uma tendência entre as gravadoras norte-americanas em convidar outros cantores de sucesso para participações em canções remix; uma vez que a revista soma os downloads das versões original e remix como se fossem uma só, a versão original acaba subindo posições nas tabelas musicais. A faixa vazou on-line em 18 de dezembro e foi liberada para download dois dias depois. Em 26 de dezembro, "The One That Got Away" alcançou o topo da parada semanal Billboard Hot Dance Club Songs — que lista as canções mais populares nas discotecas dos Estados Unidos — tornando Teenage Dream o primeiro disco da História a colocar sete canções no primeiro lugar dessa tabela; as outras músicas incluem os cinco singles predecessores e "Peacock". O recorde anterior pertencia aos álbuns I Am... Sasha Fierce, de Beyoncé Knowles, e The Power of Music de Kristine W. Em sua primeira semana disponível para compra, o remix com B.o.B aumentou as vendas digitais da canção em 26%, lançando "The One That Got Away" ao 3º lugar da parada Hot 100, que acabou por se tornar sua melhor posição na tabela. Em fevereiro de 2012, "The One That Got Away" atingiu a marca de dois milhões de cópias digitais comercializadas nos Estados Unidos, segundo a Nielsen Soundscan.
| Tabela musical                                  | Melhor Posição |
| ----------------------------------------------- | -------------- |
| Alemanha - Media Control Charts                 | 34             |
| Austrália - ARIA Charts                         | 27             |
| África do Sul - Mediaguide                      | 1              |
| Áustria - Ö3 Austria Top 40                     | 19             |
| Bélgica - Ultratip Flandres                     | 33             |
| Bélgica - Ultratip Valônia                      | 1              |
| Brasil - Billboard Brasil Hot 100               | 27             |
| Brasil - Billboard Brasil Hot Pop               | 10             |
| Canadá - Canadian Hot 100                       | 2              |
| Eslováquia - IFPI Slovenská Republika           | 7              |
| Escócia - Scottish Singles Chart                | 17             |
| Espanha - PROMUSICAE                            | 49             |
| França - SNEP                                   | 30             |
| Países Baixos - Netherlands Singles Charts      | 21             |
| Hungria - MAHASZ                                | 3              |
| Irlanda - Irish Singles Chart                   | 13             |
| Japão - Japan Hot 100                           | 5              |
| Nova Zelândia - RIANZ                           | 12             |
| Polónia - Polish Music Charts                   | 1              |
| Reino Unido - UK Singles Chart                  | 18             |
| Chéquia - IFPI                                  | 61             |
| Suíça - Swiss Music Charts                      | 33             |
| Estados Unidos - Billboard Hot 100              | 3              |
| Estados Unidos - Billboard Pop Songs            | 1              |
| Estados Unidos - Billboard Hot Dance Club Songs | 1              |

| País                  | Certificado |
| --------------------- | ----------- |
| Austrália - ARIA      | Platina     |
| Canadá - Music Canada | 2× Platina  |
| Estados Unidos - RIAA | 3× Platina  |
| Nova Zelândia - RIANZ | Ouro        |

## Histórico de lançamento
"The One That Got Away" foi enviada para diversas rádios estadunidenses e australianas entre setembro e outubro de 2011. Um EP com remixes da faixa foi disponibilizado mundialmente para download digital na loja iTunes Store em 2 de dezembro; uma versão com o rapper B.o.B foi enviada às rádios norte-americanas e posteriormente disponibilizada para compra no mesmo mês. Uma nova versão solo, desta vez acústica e produzida por Jon Brion, foi liberada para compra em janeiro de 2012.
| País           | Data                   | Formato                              | Versão          |
| -------------- | ---------------------- | ------------------------------------ | --------------- |
| Estados Unidos | 28 de setembro de 2011 | Mainstream airplay                   | Versão do álbum |
| Estados Unidos | 11 de outubro de 2011  | Rhythmic airplay                     | Versão do álbum |
| Austrália      | 4 de outubro de 2011   | Mainstream airplay                   | Versão do álbum |
| Mundo          | 2 de dezembro de 2011  | EP de remixes digitais               | Versão do álbum |
| Reino Unido    | 4 de dezembro de 2011  | EP de remixes digitais               | Versão do álbum |
| Estados Unidos | 18 de dezembro de 2011 | Mainstream airplay, rhythmic airplay | Remix com B.o.B |
| Mundo          | 20 de dezembro de 2011 | Download digital                     | Remix com B.o.B |
| Estados Unidos | 10 de janeiro de 2012  | Download digital                     | Versão acústica |